# Arbelaezaster
Arbelaezaster é um género botânico pertencente à família Asteraceae. Trata-se de um género monotípico, e a sua única espécie é Arbelaezaster ellsworthii. É uma espécie originária da Colômbia e Venezuela.
Trata-se de um género reconhecido pelo sistema de classificação filogenética Angiosperm Phylogeny Website.

## Taxonomia
Arbelaezaster ellsworthii foi descrita por (Cuatrec.) Cuatrec. e publicada em Caldasia 15(71–75): 2. 1986.

## Sinonimia
- Senecio ellsworthii Cuatrec. basónimo[4]